# Río Guadámez
El río Guadámez es un curso de agua de la península ibérica, afluente del Guadiana por la izquierda. Discurre por la provincia española de Badajoz.

## Descripción
Nace en la Campiña Sur de Badajoz, en Campillo de Llerena (a una altitud de 525 metros), hace de límite figurado de la Comarca de la Serena por el suroeste, atravesando los términos de Higuera de la Serena y Valle de la Serena y desemboca en el Guadiana entre Valdetorres y Medellín, a una cota de 224 metros. Tiene 95,27 km de longitud y 1.001,4 km² de cuenca.
Es un río de escaso caudal, con cortes en la temporada estival en gran parte de su cauce. En su ribera se dan formaciones de fresnos, adelfas y juncos y se protegen especies animales de valor como nutrias y galápagos. También se detectan peces de especies autóctonas como barbos y bogas así como especies protegidas como el  jarabugo y el pez fraile.
Aparece descrito en el noveno volumen del Diccionario geográfico-estadístico-histórico de España y sus posesiones de Ultramar de Pascual Madoz de la siguiente manera:

GUADAMEZ: r. en la prov. de Badajoz: nace en la charca de Negrete, dentro de la deh. de Bercial, térm. del Campillo, part. jud. de Llerena, en cuyo punto se le reúnen 2 arroyos llamados Aldihuela y Sta. Maria; entra en el térm. de la Higuera de la Serena, part. de Castueras en direccion de S. á N., pasando á 1 leg. de la pobl., dentro del cual se le reúnen los arroyos llamados Calero, Verdero y Cicalaton, que trae embebidos, los de Tamujoso y de la Dehesa, y se le reúne al Guadiana, cerca de Medellin, part. de Mérida: pierde su corriente en el verano; y para su paso en el invierno, se le conocen dos vados, uno camino del Retamal, y otro al de la Garza: da movimiento á 6 molinos harineros en el térm. de la Higuera, y cria pesca de picones y pardillas.
(Madoz, 1847, p. 29)

## Presa del Golondrón
Desde los años 1980 está en proyecto una presa de 45 metros sobre el cauce, unos 27 km aguas arriba desde el Guadiana en el término de Don Benito, que albergaría 93 hm³ de agua, para regular el caudal y beneficiar los riegos de la vegas de Don Benito y Villanueva de la Serena. Dicho proyecto suscita una sólida reacción de grupos ecologistas y naturalistas, alegando que el impacto ambiental no está bien valorado, pues de llevarse a cabo dicho proyecto se dañaría la reserva faunística natural protegida. 
Cfr. Boletín Oficial Provincia Badajoz de 26 de mayo de 2001